# ماريو أند لويجي: بارتنرز إن تايم
ماريو ولويجي :شركاء في الزمن (بالإنجليزية: Mario & Luigi: Partners in Time؛ باليابانية: マリオ&ルイージRPG2) هي لعبة فيديو من نوع الأدوار التعاقبية من تطيور شركة آلفادريم وناشر شركة نينتندو على نظام النينتندو دي إس انطلاقاً في 2005. هذه اللعبة من سلسلة « سوبر ماريو ».
تحكي هذه اللعبة عن ماريو ولويجي ورجوعهم في الزمن ليلتقوا بأنفسهم كأطفال ووحوش اسمها الشروب (Shroob) وهم فطريات بنفسجية اللون وهي شريرة جداً وكانو يها جمونه من أجل أخذ الأميرة بيتش.